# Czółna (województwo łódzkie)
Czółna – osada w Polsce położona w województwie łódzkim, w powiecie tomaszowskim, w gminie Lubochnia.
W latach 1975–1998 miejscowość administracyjnie należała do województwa piotrkowskiego.